# Süggerather Mühle
Die Süggerather Mühle war eine Wassermühle mit zwei unterschlächtigen Wasserrädern an der Wurm in der Stadt Geilenkirchen im nordrhein-westfälischen Kreis Heinsberg im Regierungsbezirk Köln.

## Geographie
Die Süggerather Mühle hatte ihren Standort an der rechten Seite der Wurm, Am Mühlenkamp 12, im Geilenkirchener Stadtteil Süggerath. Das Grundstück, auf dem das Mühlengebäude heute steht, hat eine Höhe von ca. 64 m über NN. Oberhalb hatte die Horriger Mühle ihren Standort, unterhalb stand die Müllendorfer Mühle.

## Gewässer
Die Wurm versorgte auf einer Flusslänge von 53 km zahlreiche Mühlen mit Wasser. Die Quelle der Wurm liegt südlich von Aachen bei 265 m über NN, die Mündung in die Rur ist bei der Ortschaft Kempen in der Stadt Heinsberg bei 32 m über NN.

## Geschichte
Die erste Erwähnung der Süggerather Mühle geht auf das Jahr 1456 zurück. Zu diesem Zeitpunkt wird die moelen zo sugroide dem Emondt von Palant zu Weisweiler als elterliches Erbteil zugesprochen. Im Jahre 1689 wurde die Mühle vom Randerather Hofgericht zu Prummern verwaltet. 1795 wurde in den Amtsbüchern der Müller Daniel Exdens genannt. Aus dem 19. Jahrhundert ist bekannt, dass die Mühle eine Öl- und Mahlmühle war. Sie wurde von zwei unterschlächtigen Wasserrädern bedient. Ein starkes Hochwasser im Jahre 1940 zerstörte die Mühle, die nicht wieder aufgebaut wurde. Das Müllerhaus dient heute als Wohnhaus. Die Wurm fließt seit der Wurmbegradigung einige hundert Meter vom früheren Flussbett und vom Ort entfernt. Die Menschen in Süggerath leben seit der Flussverlegung ein Leben ohne Angst und Schrecken vor Hochwasser.

## Galerie

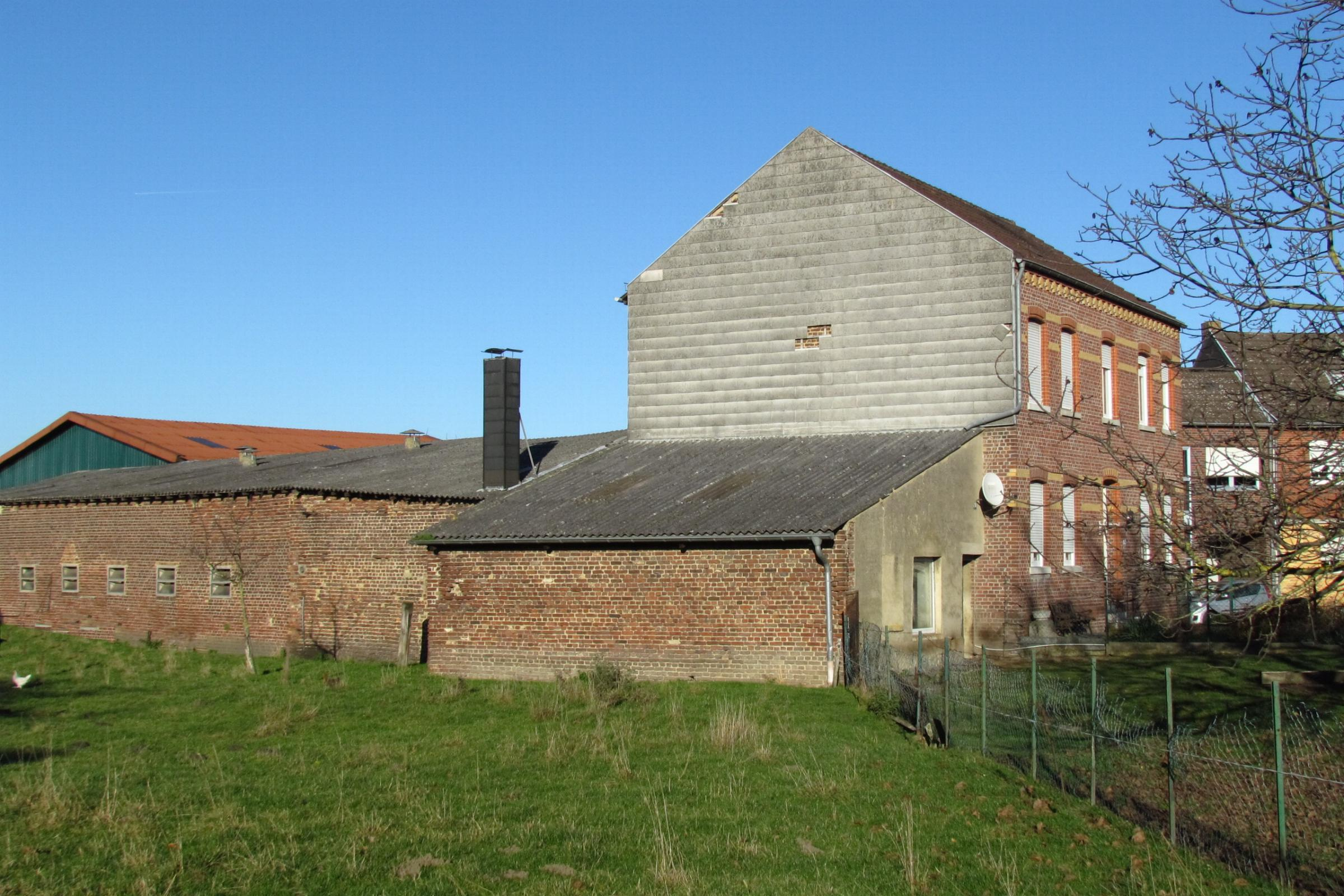
Die Gebäude der ehemaligen Süggerather Mühle
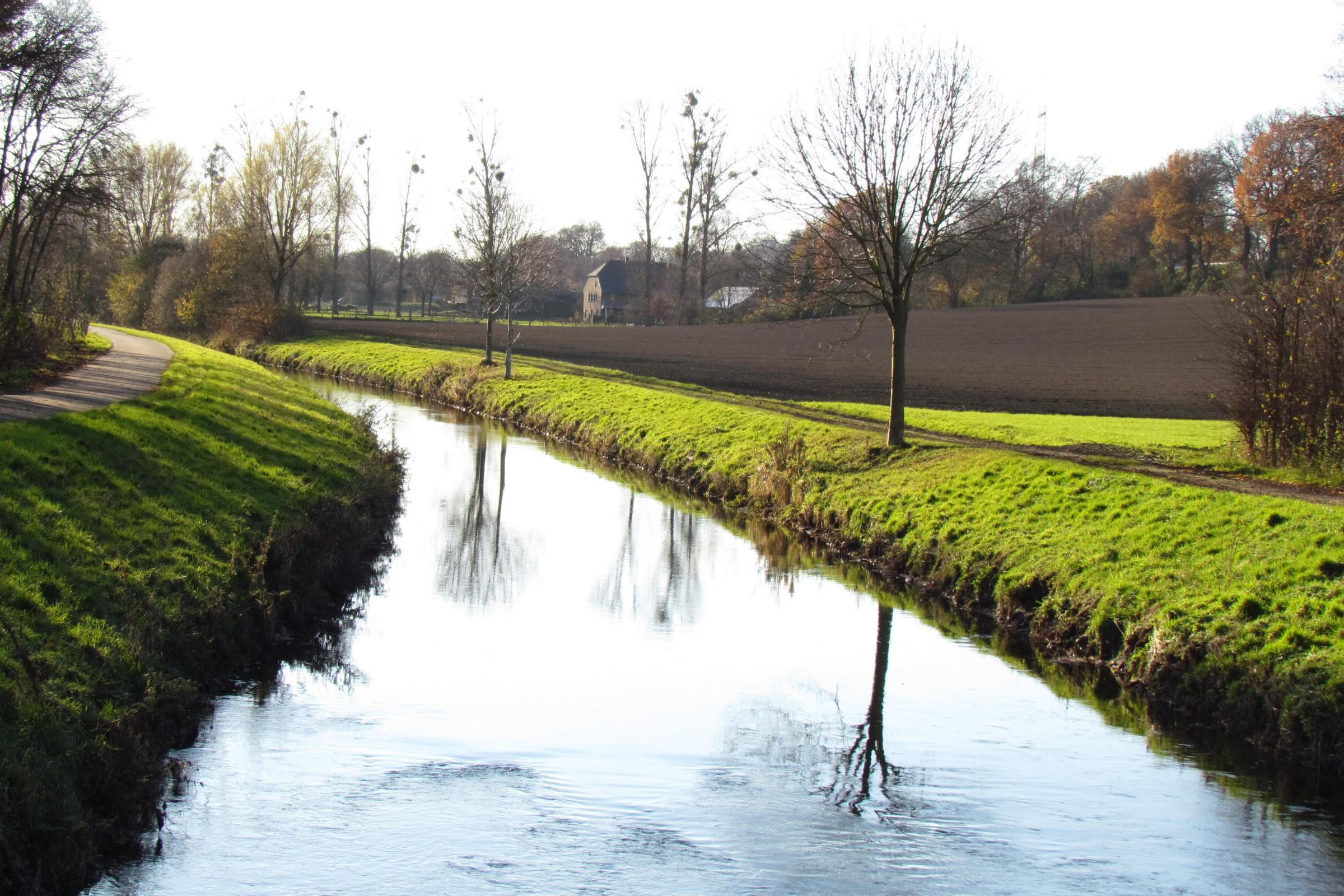
Die Wurm bei Süggerath, im Hintergrund die Horriger Mühle
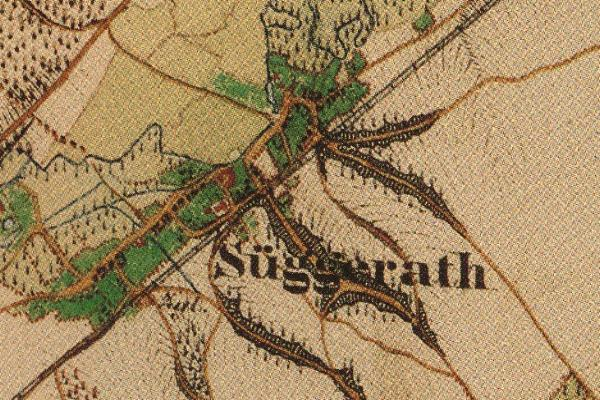
Süggerath auf der Uraufnahme von 1846
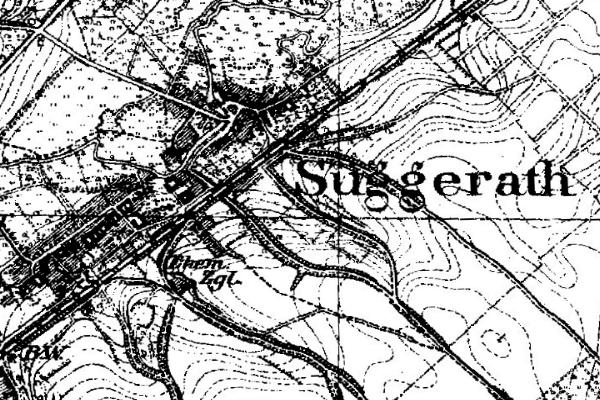
Süggerath auf der Neuaufnahme von 1892
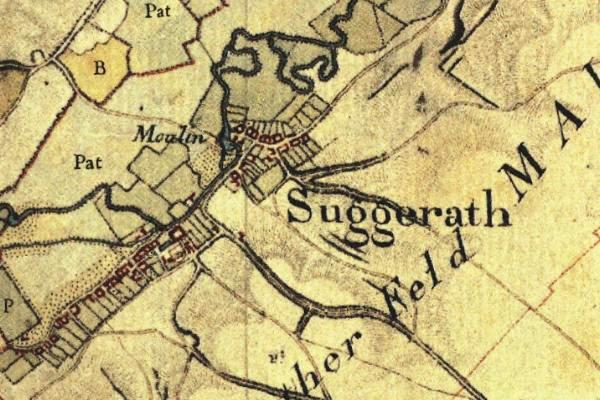
Die Süggerather Mühle auf der Tranchotkarte 1805/1807

→ Siehe auch Liste der Mühlen an der Wurm